# Melasina lavata
Melasina lavata är en fjärilsart som beskrevs av Edward Meyrick 1930. Melasina lavata ingår i släktet Melasina och familjen säckspinnare. Inga underarter finns listade i Catalogue of Life.